# 宮原学
宮原学（みやはら まなぶ、1967年2月28日 - ）は、日本のギタリスト、シンガーソングライター。

## 略歴
1983年、CBS・ソニーSDオーディションに参加し、スカウトを受ける。
1986年6月21日、CBS・ソニー/FITZBEATよりシングル「THE FIGHT」でレコード・デビュー。
1989年、中野サンプラザでソロ・コンサート敢行。
1989年、小田原豊/是永巧一/高橋教之/柴田俊文とバンド・BABY'S BREATH結成。
1993年、Char主宰の江戸屋レコードへ移籍。ロサンゼルスへ渡米。
1995年、エリック・ゼイ、アリ・モリズミとバンド・THE ORANGE VOX結成。
1997年、ワーナーミュージック・ジャパンとソロ契約。
2009年6月、元ROGUEの西山史晃、小田原豊と共にバンド・KISSAMA結成。
2016年、デビュー30周年を記念したアルバム『I,MANABU MIYAHARA』を発売。ゲストミュージシャンとして北島健二、織田哲郎、うじきつよし、西慎嗣（元スペクトラム）、佐橋佳幸らが参加した。
ソロ活動の他、ギタリストとして相川七瀬、近藤真彦、安室奈美恵らのバックバンド参加経験もある。
佐橋佳幸、野村義男らと親交が深い。

## 出演番組
- 気分はハートビート（FM東京）[1]
- SOUND INN FITZ-BEAT（FM愛知）[1]
- 夜のヒットスタジオ（フジテレビ）
- ビデオジャム（テレビ朝日）

## ディスコグラフィー

### シングル
- 宮原学名義

1. THE FIGHT / STARDUST KIDS（1986年6月21日、CBS/SONY FITZBEAT）
2. GIVE ME YOUR LOVE / I CAN DANCE（1986年12月1日、CBS/SONY FITZBEAT）
3. FOUR-ROUND BOY / WE GOTTA BEAT（1987年6月3日、CBS/SONY FITZBEAT）
4. WITHOUT YOU / MONEY HONETY（1987年12月21日、CBS/SONY FITZBEAT）　
  - 「桃色学園都市宣言!!」エンディングテーマ　宮原のライブ映像使用
5. GET READY / ONE NIGHT GAME（1988年4月1日、CBS/SONY FITZBEAT）
  - 明石家さんま出演サントリー「生ビール」CMソング
6. JUST LIKE RAIN / FLASHING BACK TO MY MEMORIES（1989年3月1日、CBS/SONY FITZBEAT）
  - TBS大型時代劇スペシャル「坂本龍馬」主題歌
7. ALONE / PRIVATE EMOTION（1993年11月21日、EDOYA RECORDS）
8. Rain Step / Illusion（1998年11月5日、ワーナーミュージック・ジャパン）
9. JAPAN（2012年6月6日、Letty-r ビーイング）

- BABY'S BREATH

1. LONG WAY HOME / RUSHIN' STREET（1991年2月21日、CBS/SONY FITZBEAT）
2. SUN GOES DOWN〜時忘れて〜 / MIDNIGHT SHUFFLE（1991年11月21日、Sony Records FITZBEAT）

- THE ORANGE VOX

1. BLACK JACK / MOON SHADOW（1996年5月21日、日本コロムビア）
  - OVA版「ブラック・ジャック」主題歌

### 配信シングル
- 宮原学

1. motion2245（2011年6月15日）
2. A day〜all it's own（2011年9月21日）
3. U-it's（2011年12月14日）

### アルバム
- 宮原学

1. THE FIGHT（1986年6月21日、CBS/SONY FITZBEAT） - LP
2. READY STEADY GO（1986年12月21日、CBS/SONY FITZBEAT） - LP/CD
  - CD版は後半に1stアルバム『THE FIGHT』を全曲収録
3. RUSH!!（1987年7月21日、CBS/SONY FITZBEAT） - LP/CD 
  - CD版はシングル『FOUR-ROUND BOY』C/W曲「WE GOTTA BEAT」を追加収録
4. SCRAMBLE（1988年4月30日、CBS/SONY FITZBEAT） - LP/CD
5. COOL DOWN（1988年7月1日、CBS/SONY FITZBEAT） - CD
  - 4曲入りセレクションミニアルバム、8cmCD
6. FLASH BACK（1989年3月21日、CBS/SONY FITZBEAT） - CD
7. RHAPSODY（1993年11月21日、EDOYA RECORDS）
8. YES, I DO.（1994年10月21日、EDOYA RECORDS）
9. Miyahara Manabu（1999年1月25日、WARNER MISIC JAPAN）
10. Manabu Miyahara〜The Double Clash!（2010年11月24日、Letty-r ビーイング）
11. GOLDEN☆BEST limited（2013年6月3日、Sony Music Direct）
  - ソニー・ミュージック内「オーダーメイド・ファクトリー」発売のベスト・アルバム
12. ♯2245（2014年1月15日、Letty-r）
13. I,MANABU MIYAHARA（2016年5月18日、Letty-r）

- BABY'S BREATH

1. BABY'S BREATH（1991年4月10日、Sony Records FITZBEAT）
2. BABY'S BREATH 2〜ROCK ALIVE〜（1991年12月12日、Sony Records FITZBEAT）

- KISSAMA

1. KISSAMA〜4UNSUNG HEROES（2009年12月2日、Letty-r）

- 参加アルバム

1. 440Hz with（1992年7月25日、ハピネット）
2. 江戸屋百歌撰1993 酉 〜TORI〜（1994年1月21日、EDOYA RECORDS）
3. EDOYA“93ROCK FES.（1994年1月21日、EDOYA RECORDS）

### コンピレーション・アルバム
- BEAT EXPRESS（1986年）

### ビデオ
- 宮原学
  - TOKYO 25/6/89 〜宮原学 OVER DRIVE '89（1989年、CBS/SONY FITZBEAT）
  - TWO YEARS AFTER（1989年、CBS/SONY FITZBEAT）

### DVD
- 宮原学
  - [FOOT STEP]バウンディ（2009年12月2日）
  - I,MANABU-MIYAHARA（2017年7月16日、Being）
- KISSAMA（宮原学、西山史晃、小田原豊）
  - KISSAMA〜Nov.4th.'09（2009年12月28日、Letty-r）

### ツアー参加
- 近藤真彦『THE ROCK BEST』（1996年11月21日、Sony Records）